# Скелелазний район Дзвониха
Скелелазний район Дзвониха (інакше — скелі в Дзвонисі, скелі у Вінницькій області) — скельний масив на березі р. Південний Буг у колишньому Тиврівському, а нині Вінницькому районі Вінницької області. Скелі відомі на всю скелелазну спільноту України тим, що частина маршрутів розташована прямо над річкою, що, імовірно, колись і спричинила зсув, залишивший після себе скелі.

## Опис
Скелі розташовані на правому березі Південного Бугу, в місці утворення кам'яних порогів. Скелі простягаються на майже 500 метрів, але скелелазна їх частина — лише на 50. На відмінну від скель Каспіча у м. Вінниця скелі мають природне походження, імовірно, пов'язане з Бугом. На скелях є як легкі маршрути (напр. «Цап»), так і важкі (такі як «Кіль» або «Унітаз»). Більша частина трас обладнана у середині-кінці 90-х, деякі — до 2008. На скелях та у водоймі поряд можна зустріти неотруйних вужів, а в період линьки ще й їхню луску.

## Розташування
Не дивлячись на назву, найближчим до скель селом є Кліщів та Довгополівка, але вони знаходяться на іншому березі, тому скелі назвали на честь найблищого села на правому березі — Дзвонихи. Шлях від райцентру становить бл. 40 км, а від Тиврова майже 13, а від Дзвонихи — 2,5. Щоб дістатись зі сторони Кліщова необхідно форсувати річку, це можна зробити 2 способами: або перейти зправа від 2-х островів але через пороги, або через острови за порогами. В обох випадках вода буде діставати максимум до щиколотки.